# Lingue dravidiche
La famiglia delle lingue dravidiche include circa 85 lingue, parlate principalmente nell'India meridionale e Sri Lanka, oltre che in certe aree del Pakistan, Nepal, Bangladesh e India orientale e centrale, così come in alcune zone dell'Afghanistan e dell'Iran.
Più di 200(?) milioni di persone parlano le lingue di questa famiglia, che non ha connessione con alcuna delle altre famiglie linguistiche conosciute. Alcuni studiosi incorporano le lingue dravidiche in una più ampia famiglia elamo-dravidica, che include l'antica lingua elamitica, che si parlava nell'odierno Iran sud-occidentale. Ma questo raggruppamento non è accettato da tutti i linguisti.

## Etimologia
Il termine dravidico deriva dalla parola sanscrita drāviḍa. Non c'è accordo fra gli studiosi se il termine sanscrito drāviḍa provenga dal termine tamiẓ (tamil), o viceversa.
Secondo alcuni studiosi, la parola sanscrita drāviḍa avrebbe dato origine alla parola tamil (dravida → dramila → tamizha o tamil). Secondo altri, il termine damiḷa- sarebbe più antico di quello sanscrito, essendo attestato in antiche iscrizioni singalesi (dameḍa-, damela- usato in relazione a mercanti tamil) e in antiche fonti buddhiste e giainiste (damiḷa- in riferimento a un popolo dell'India meridionale, presumibilmente i tamil). Quindi il termine draviḍa- sarebbe una sanscritizzazione.

## Classificazione
La classificazione delle lingue dravidiche secondo Ethnologue è la seguente:
Lingue dravidiche settentrionali
- Lingua brahui [codice ISO 639-3 brh] (l'unica lingua dravidica parlata in Pakistan, nella provincia del Belucistan)
- Lingua kumarbhag paharia [kmj]
- Lingua kurukh [kru]
- Lingua kurux nepalese [kxl]
- Lingua sauria paharia o malto [mjt]

Lingue dravidiche centrali
- Lingue kolami-naiki
  - Lingua kolami nordoccidentale [kfb]
  - Lingua kolami sudorientale [nit]
- Lingue parji-gadaba
  - Lingua duruwa [pci]
  - Lingua gadaba mudhili [gau]
  - Lingua gadaba pottangi ollar [gdb]

Lingue dravidiche centro-meridionali
- Lingue gondi-kui
  - Lingue gondi [gon]
    - Lingua gondi settentrionale  [gno]
    - Lingua gondi meridionale [ggo]
    - Lingua khirwar  [kwx]
    - Lingua maria  [mrr]
    - Lingua maria dandami  [daq]
    - Lingua muria orientale [emu]
    - Lingua muria estremo-occidentale [fmu]
    - Lingua muria occidentale  [mut]
    - Lingua nagarchal  [nbg] †
    - Lingua pardhan  [pch]

  - Lingue konda-kui
    - Lingue konda
      - Lingua konda-dora  [kfc]
      - Lingua mukha-dora  [mmk]

    - Lingue manda-kui
      - Lingue kui-kuvi
        - Lingua koya [kff]
        - Lingua kui [kxu]
        - Lingua kuvi [kxv]

      - Manda-Pengo
        - Lingua manda [mha]
        - Lingua pengo [peg]
- Telugu
  - Lingua chenchu [cde]
  - Lingua manna-dora [mju]
  - Lingua savara [svr]
  - Lingua telugu [tel]
  - Lingua waddar [wbq]

Lingue dravidiche meridionali
- Lingua tamil-kannada
  - Lingue kannada
    - Lingua badaga [bfq]
    - Lingua holiya [hoy]
    - Lingua kannada [kan]
    - Lingua urali [url]

  - Lingue tamil-kodagu
    - Lingue kodagu
      - Lingua alu kurumba [xua]
      - Lingua jennu kurumba [xuj]
      - Lingua kodava (o Kodava Takk) [kfa]
      - Lingua kannada kurumba [kfi]
      - Lingua mullu kurumba [kpb]

    - Lingue tamil-malayalam
      - Lingue malayalam
        - Lingua aranadan [aaf]
        - Lingua kadar [kej]
        - Lingua malapandaram [mjp]
        - Lingua malaryan [mjq]
        - Lingua malavedan [mjr]
        - Lingua malayalam [mal]
        - Lingua paliyan [pcf]
        - Lingua paniya [pcg]
        - Lingua ravula [yea]

      - Lingue tamil
        - Lingua betta kurumba [xub]
        - Lingua eravallan [era]
        - Lingua irula [iru]
        - Lingua kaikadi [kep]
        - Lingua muthuvan [muv]
        - Lingua sholaga [sle]
        - Lingua tamil [tam]
        - Lingua yerukula [yeu]

      - Lingua mannan [mjv]

    - Lingue toda-kota
      - Lingua kota [kfe]
      - Lingua toda [tcx]

    - Lingua wayanad chetti [ctt]
- Lingue tulu
  - Lingue koraga
    - Lingua korra koraga  [kfd]
    - Lingua mudu koraga [vmd]

  - Lingua bellari [brw]
  - Lingua kudiya [kfg]
  - Lingua tulu [tcy]
- Non classificate
  - Lingua mala malasar  [ima]
  - Lingua malasar  [ymr]
  - Lingua thachanadan  [thn]
  - Lingua ullatan  [ull]
- Lingua kalanadi  [wkl]
- Lingua kumbaran  [wkb]
- Lingua kunduvadi  [wku]
- Lingua kurichiya  [kfh]
- Lingua attapay kurumba [pkr]
- Lingua muduga [udg]
- Lingua pathiya  [pty]

Altre non classificate
- Lingua allar  [all]
- Lingua bazigar  [bfr]
- Lingua bharia  [bha]
- Lingua kamar  [keq]
- Lingua malankuravan  [mjo]
- Lingua vishavan  [vis]

† - estinta

## Grammatica
Le lingue dravidiche sono agglutinanti, e hanno la caratteristica del pronome personale "noi" inclusivo ed esclusivo.

## Fonologia
Le lingue dravidiche sono note per la loro mancanza di distinzione fra le consonanti aspirate e non aspirate. Nonostante molte lingue dravidiche (specialmente malayalam, kannada e telugu) abbiano molte parole che provengono dal sanscrito o da altre lingue indeuropee nelle quali l'ortografia mostra una distinzione nell'aspirazione, le parole sono pronunciate nelle lingue dravidiche senza alcuna differenza fra aspirate e occlusive.
Inoltre, le lingue dravidiche sono caratterizzate dalla distinzione fra consonanti dentali, alveolari e retroflesse, così come dalla presenza di numerose liquide.

## Parole con vocale iniziale e finale
Un numero considerevole di parole comincia e termina per vocale, e questo facilita le proprietà agglutinanti delle lingue.
Lista di esempi in tamil:
- aḷu ("piangere")
- elumbu ("osso")
- adu ("quello")
- alli ("là")
- idu ("questo")
- illai ("no, assente")

Esempio:
adu-idil-illai (quello-questo-in-assente = "quello è assente in questo")

## Palindromi
Nelle lingue dravidiche, un rilevante numero di parole sono palindromi.
Esempi (in tamil):
- amma ("mamma")
- appa ("papà")
- akka ("sorella maggiore")
- anna ("fratello maggiore")